# Serguéi Cherepánov
Serguéi Kirílovich Cherepánov (o Cherepanov) (traslitera del cirílico Сергей Кириллович Черепанов) ( 1921 - 1995 ) fue un botánico y pteridólogo ruso.

## Algunas publicaciones

### Libros
- 1995. Vascular Plants of Russia and Adjacent States. Ed. Cambridge University Press, Nueva York. 516 pp. ISBN 0-521-45006-3

- sergei kirillovich Cherepanov, edgar mirsalikhovich Seifulin. 1991. Opredelitel Rastenii Nizmennykh Karakumov. Ed. Botanika instituty (Turkmenistan SSR ylymlar akademiiasy). 191 pp. ISBN 5-8338-0326-8

- tatiana sergeevna Geideman, sergei kirillovich Cherepanov. 1975. Opredelitel vysshikh rastenii Moldavskoi SSR. Ed. Akademiia nauk Moldavskoi SSR. Botanicheskii sad. 574 pp.

- 1973. Svod dopolnenii i izmenenii k " Flore SSSR" (tt. I-XXX). Ed. Naúka. Leningrado. 667 pp.

## Honores

### Eponimia
Especies
- (Asteraceae) Lactuca czerepanovii (Kirp.) N.Kilian & Greuter[1]

- (Poaceae) Stipa czerepanovii Kotukhov[2]

- (Rubiaceae) Galium czerepanovii Pobed.[3]
- La abreviatura «Czerep.» se emplea para indicar a Serguéi Cherepánov como autoridad en la descripción y clasificación científica de los vegetales.[4]